# Laurence de Montmorency
Laurence de Clermont-Montoison, duchesse de Montmorency (1571-1654), est la Première dame d'honneur de la reine Anne d'Autriche de 1615 à 1624.

## Biographie
Fille de Claude de Clermont-Montoison et de Louise de Rouvroy de Saint-Simon, elle épouse en 1601 Henri Ier de Montmorency, veuf de sa nièce Louise de Budos. L'union n'est pas heureuse, le duc ne réussit pas à obtenir la nullité du mariage, et relègue son épouse dans des résidences successives. Ils n'ont pas d'enfant.

## Sources
- Kleinman, Ruth: Anne of Austria. Queen of France.  (ISBN 0-8142-0429-5). Ohio State University Press (1985)